# Phyllomys medius
Phyllomys medius (довгошерстий атлантичний деревний щур) — вид гризунів родини щетинцевих.

## Поширення
Мешкає на півдні Бразилії. В основному його знаходять вздовж атлантичного узбережжя в районах широколистяних вічнозелених лісів, хоча вид поширений і вглиб континенту в араукарійні ліси штату Парана.

## Морфологія
Морфометрія голотипу (зразок, використаний для опису нового виду)(доросла самка). Довжина голови й тіла: 230, довжина хвоста: 216, довжина задньої ступні: 40, довжина вух: 17 мм.
Опис. Один з найбільших видів у роді Phyllomys. Хутро на спині жорстке, але відносно м'яке, темно-коричневе, посипане чорним, найтемніше по центру спини. Остюкове волосся дуже довге (39 мм), вузьке (0,4 мм), чорне дистально, з тонкими батогоподібним наконечником. Черевне волосся помітно сіре при основі з кавово-жовтими кінчиками. Череп міцний і видовжений.

## Загрози та охорона
Ліси, в яких живе цей гризун постійно зменшуються і фрагментуються. Вид зустрічається в приватній охоронній зоні: Природний заповідник Сальто Морано, штат Парана.